# Benarrabá
Benarrabá település Spanyolországban, Málaga tartományban. Benarrabá Algatocín, Jubrique, Genalguacil, Casares, Gaucín, Cortes de la Frontera és Benalauría községekkel határos. Lakosainak száma 462 fő (2024).

## Népesség
A település népessége az elmúlt években az alábbi módon változott:
| Lakosok száma | 611  | 561  | 547  | 570  | 559  | 520  | 480  | 455  | 446  | 462  |
|               | 2001 | 2004 | 2007 | 2009 | 2012 | 2014 | 2017 | 2019 | 2022 | 2024 |